# 満島真之介
満島 真之介（みつしま しんのすけ、1989年〈平成元年〉5月30日 - ）は、日本の俳優。沖縄県出身。Veleta104所属。
姉は満島ひかり。妹は満島みなみ。弟は満島光太郎。

## 略歴
幼少の頃はNHKの体操のお兄さんになりたかったと述懐している。
沖縄市立沖縄東中学校、沖縄県立コザ高等学校卒業（バスケットボール沖縄県選抜の経験あり）。
高校卒業後、沖縄から上京した当時について「日本体育大学に入ろうとしたけど、ポロシャツの服装を笑われて大学行くのをやめた」とインタビューで語っている。その後、東京で学童保育の保育補助のアルバイトをしたり、映画『ちゃんと伝える』で演出助手を務めたりしていた。
2年ほど東京で暮らしたのち一念発起して、2009年の5月から11月までの計7か月間、自転車での日本一周に挑戦。北海道から鹿児島県まで全国各地を回った。その道中で、姉の出演する映画のポスターや看板、雑誌などを目にし「姉が多くの人を感動させていると実感した。自分も頑張らなくては」と思い、役者の道を志すようになる。同年12月、姉と同じユマニテに所属。
2010年、東京芸術劇場で上演された舞台『おそるべき親たち』にて中嶋朋子の恋人役で俳優デビュー。
2013年11月9日公開の『風俗行ったら人生変わったwww』で映画初主演。
2014年末に姉のマネージャーと結婚するも、2017年6月に離婚。
2016年、アニメ『僕だけがいない街』の藤沼悟役で声優初挑戦。
2019年6月デビュー以来所属してきたユマニテを退社し、株式会社veleta104へ移籍。
2020年10月スタートの『カレーの唄。』（BS12 トゥエルビ）で連続ドラマ初主演。

## 人物
- 趣味は写真撮影・料理・自転車[1]。特技はスポーツ全般[1]左利き[13]。「常に全力投球」が信条であることから、愛称は「マックス」[14]。家族や親しい間柄には「しんの」と呼ばれている。

- 日本一周の途中で立ち寄った日本最北端の北海道稚内市で、200人目の「稚内市ふるさと大使」に任命された[15]。その際知り合った現地の人とその後も文通で交流し[16]、「『梅ちゃん先生』に出演したときは、日本各地から手紙が届いた」と語っている[17]。

- 日本一周は、保育補助の仕事を通し「全国の子どもを見てみたい」という理由から。実際に地方の子どもたちと積極的に触れ合い、1人山奥でサッカーをする子どもと時間を共にしたこともある[18]。「名監督からオファー絶えない満島姉弟の魅力、本人語る」

- 両親は体育教師で家庭内には幼い頃から独特なルールがあった。入浴中でもトイレにいても父親の指笛を合図に集合させられ、年齢順に整列し、姉のひかりが「休め！気を付け！」の号令をかけていた。休日に映画館へ行く際には、自分の今日の目標を挙げなければならなかったが、本人は全く苦痛ではなかったという。[19]

## 出演
太字は主要登場人物

### テレビドラマ
- 花ざかりの君たちへ〜イケメン☆パラダイス〜2011（2011年7月 - 9月、フジテレビ） - 天王寺恵 役
- ティーンコート 第3話・4話（2012年1月24日・31日、日本テレビ） - 高石浩太 役
- 必殺仕事人2012（2012年2月19日、朝日放送・テレビ朝日） - 与平 役
- 連続テレビ小説 梅ちゃん先生（2012年4月 - 9月、NHK） - 山倉真一 役
  - 梅ちゃん先生〜結婚できない男と女スペシャル〜（2012年10月13日・20日、NHK BSプレミアム）
- 東野圭吾ミステリーズ 第7話「白い凶器」（2012年8月23日、フジテレビ） - 西岡勝 役
- 尋ね人（2012年11月3日、WOWOWプライム） - 大橋籐一郎 役
- リバース〜警視庁捜査一課チームZ〜（2013年4月5日、日本テレビ） - 小早川稔 役
- 女信長（2013年4月5日・6日、フジテレビ） - 徳川信康 役
- 報道ドラマ 生きろ 〜戦場に残した伝言〜（2013年8月14日、TBS） - 小渡信一 役
- ドクターX〜外科医・大門未知子〜 第2シリーズ（2013年10月 - 12月、テレビ朝日） - 鮎川司 役
- 紙の月（2014年1月 - 2月、NHK） - 平林光太 役
- 緊急取調室 第6話（2014年2月20日、テレビ朝日） - 北原健 役
- お葬式で会いましょう（2014年5月5日、NHK） - 主演・大田黒勇 役[20]
- おそろし〜三島屋変調百物語（2014年8月30日 - 9月27日、NHK BSプレミアム） - 松太郎 役
- ダークスーツ （2014年11月22日 - 12月27日、NHK） - 番場智彦 役
- 永遠の0（2015年2月11日 - 15日、テレビ東京） - 井崎源次郎 役
- 恋愛時代 （2015年4月 - 6月、日本テレビ） - 早勢理一郎 役
- リスクの神様（2015年7月 - 9月、フジテレビ） - 原田清志 役
- 世にも奇妙な物語 映画監督編「嘘が生まれた日」（2015年11月28日、フジテレビ） - 宇佐美正太郎
- 模倣犯（2016年9月21・22日、テレビ東京） - 高井和明 役[21]
- 夏目漱石の妻（2016年10月、NHK） - 荒井伴男 役
- ザ・プレミアム 時空超越ドキュメンタリードラマ「江戸城無血開城」（2017年1月1日 NHKBSプレミアム） - アーネスト・サトウ 役
- ボク、運命の人です。（2017年4月15日 - 6月17日、日本テレビ） - 定岡光圀 役
- BORDER 贖罪（2017年10月29日、テレビ朝日） - 原口知幸 役
- 監獄のお姫さま 第9話（2017年12月12日、TBS） - 金城検事 役
- 黒い十人の秋山（2017年12月26日、テレビ東京） - 取手健 役
- 娘の結婚（2018年1月8日、テレビ東京） - 古市真 役[22]
- BG〜身辺警護人〜（2018年1月18日 - 3月15日） - 河野純也 役
- どこにもない国（2018年3月24日 - 31日、NHK総合） - 武蔵正道 役
- NHK大河ドラマ（NHK） 
  - いだてん〜東京オリムピック噺〜（2019年） - 吉岡信敬 役
  - 青天を衝け（2021年） - 尾高長七郎 役
- 白い巨塔（2019年5月22日 - 26日、テレビ朝日） - 柳原雅博 役
- ハル〜総合商社の女〜 第4話（2019年11月1日、テレビ東京） - 若林隼人 役
- 今だから、新作ドラマ作ってみました 第1夜「心はホノルル、彼にはピーナツバター」（2020年5月4日、NHK総合） - 神林五郎 役
- カレーの唄。（2020年10月 - 、BS12 トゥエルビ） - 主演・天沢陽一郎 役[12]
- がんばれ!TEAM NACS episodo2（2021年、WOWOW）[23]
- ドクターY〜外科医・加地秀樹〜（2021年10月7日、テレビ朝日） - 六車航平 役
- ロッパグラム　転生したら戦時中の喜劇王だった件（2021年12月28日、NHK総合） - 主演・古川ロッパ 役
- ナンバMG5（2022年4月13日 - 6月22日、フジテレビ） - 難破猛 役[24]
  - ナンバMG5 特別編「全開バリバリでアリガト」編（2022年6月29日、フジテレビ） - 難波猛 役[25]
- ふたりのウルトラマン（2022年5月2日、NHKBSプレミアム） - 主演・金城哲夫 役
- 新・信長公記〜クラスメイトは戦国武将〜（2022年7月24日 - 9月25日、読売テレビ・日本テレビ） - 武田信玄 役[26]
- ガラパゴス（2023年2月6日・13日、NHK BSプレミアム・BS4K）- 仲野定文 役[27]
- ハヤブサ消防団（2023年7月13日 - 9月14日、テレビ朝日） - 藤本勘介 役[28][29]
- 松本清張ドラマスペシャル 第二夜「ガラスの城」（2024年1月4日、テレビ朝日） - 佐原壮馬 役[30]
- さよならマエストロ〜父と私のアパッシオナート〜（2024年1月14日 - 3月17日、TBS） - 鏑木晃一 役[31]
- 霊験お初〜震える岩〜（2024年5月4日、テレビ朝日） - 六蔵 役[32]
- 母の待つ里（2024年8月16日・23日、NHK BSプレミアム4K / 9月21日・28日、NHK BS） - 田村健太郎 役[33]
- 民王R（2024年10月22日 - 12月10日、テレビ朝日） - 蓮沼清彦 役[34]
- 月刊 松坂桃李「何もきこえない。」（2024年12月15日、WOWOW） - アキラ 役[35]
- ひとりでしにたい（2025年6月21日 - 8月2日、NHK総合） - 川上健太郎 役[36]

### ウェブドラマ
- 東京ヴァンパイアホテル（2017年6月16日 全話一挙配信、Amazonプライム・ビデオ） - 山田 役
- 田中圭24時間テレビ（2018年12月15日 - 12月16日、AbemaSPECIAL2） - ロドリゲス小島 役[37]
- 全裸監督（2019年8月8日 全話配信、Netflix） - 荒井トシ 役
- 愛なき森で叫べ（2019年、Netflix）
- 全裸監督2（2021年6月24日 全話配信、Netflix） - 荒井トシ 役
- 恋の妄想♡消防団（2023年8月3日 - 、TELASA）  - 藤本勘介 役[38]

### 映画
- 11・25自決の日 三島由紀夫と若者たち（2012年） - 森田必勝 役
- 大奥〜永遠〜［右衛門佐・綱吉篇］（2012年） - 佐之助 役
- おしん（2013年） - 俊作(あんちゃん) 役
- 風俗行ったら人生変わったwww（2013年） - 主演・奥遼太郎役
- オーバー・フェンス（2016年） - 森由人 役[39]
- 無限の住人（2017年） - 凶戴斗 役
- 忍びの国（2017年） - 下山次郎兵衛 役
- STAR SAND-星砂物語-（2017年） - 岩淵隆康 役
- 三度目の殺人（2017年） - 川島輝 役[40]
- 散歩する侵略者（2017年） - 丸尾役
- 花筐/HANAGATAMI（2017年12月16日） - 鵜飼 役
- クソ野郎と美しき世界「ピアニストを撃つな！」（2018年4月6日） - ジョー 役
- 君が君で君だ（2018年7月7日） - ブラッド・ピットになりきる男 役[41]
- 映画おかあさんといっしょ はじめての大冒険（2018年9月7日） - 殿様 役
- 止められるか、俺たちを（2018年10月13日） - ミキサー助手福ちゃん 役
- キングダム（2019年4月19日公開） - 壁 役[42]
  - キングダム2 遥かなる大地へ（2022年7月15日公開） - 壁 役
  - キングダム 運命の炎（2023年7月28日公開） - 壁 役[43]
- 海辺の映画館―キネマの玉手箱（2020年7月31日公開、アスミック・エース） - 金城亀二 役
- ゾッキ（2021年4月9日公開、愛知県では先行公開）[44][45]
- アキラとあきら（2022年8月26日公開、東宝） - 工藤武史 役[46]
- ディア・ファミリー（2024年6月14日公開、東宝） - 桜田純 役[47]
- ババンババンバンバンパイア（2025年7月4日、松竹） - 坂本梅太郎 役[48][49][50]

### 舞台
- おそるべき親たち（2010年10月21日 - 11月3日、東京芸術劇場）
- エンロン（2012年4月13日 - 29日、天王洲 銀河劇場）
- 祈りと怪物〜ウィルヴィルの三姉妹〜 蜷川バージョン（2013年1月12日 - 2月3日、Bunkamuraシアターコクーン）
- おそるべき親たち（再演 / 2014年3月2日 - 16日、東京芸術劇場）
- 坂元裕二 朗読劇二〇十四 不帰の初恋、海老名SA・カラシニコフ不倫海峡（2014年6月5日、草月ホール）
- 火のようにさみしい姉がいて（2014年9月6日 - 9月30日、Bunkamuraシアターコクーン）
- ハムレット（2015年1月22日 - 2月15日、彩の国さいたま芸術劇場） （2015年2月20日 - 3月1日、梅田芸術劇場）（2015年3月23日 - 3月29日、国立中正文化中心）（2015年5月21日 - 5月24日、バービカン・センター） - レアティーズ 役
- 夜への長い旅路（2015年9月 - 、シアタートラム）
- 逆鱗（2016年1月29日 - 3月13日、東京芸術劇場）
- チャイメリカ（2019年2月～3月、世田谷パブリックシアター 他）[51]
- お気に召すまま -As You Like It-（2019年7月30日 - 9月15日、東京芸術劇場プレイハウス / 豊橋、新潟、兵庫、熊本、北九州公演） - オリバー 役

### テレビアニメ
- 僕だけがいない街（2016年1月 - 3月、フジテレビ） - 藤沼悟 役[52]
- にゃんぼー!（2016年9月 - 、NHKEテレ） - ナレーション[53]

### 劇場アニメ
- ひるね姫 〜知らないワタシの物語〜（2017年） - 主演・佐渡モリオ 役[54]

### 吹き替え

#### 映画（吹き替え）
- ジュラシック・ワールド/炎の王国（2018年） - フランクリン・ウェブ 役（ジャスティス・スミス）[55] ※劇場公開版
  - ジュラシック・ワールド/新たなる支配者（2022年）[56]

#### アニメ
- ムタフカズ -MUTAFUKAZ-（2018年） - ウィリー 役[57]

### テレビ番組
- 喫茶優作（2013年10月6日 - 11月3日、BS朝日） - ナレーション
- スーパープレミアム（NHK BSプレミアム） - ナビゲーター
  - シルクロード 謎の民〜タクラマカン砂漠楼蘭の末裔?〜（2016年5月28日）
  - 中国秘境 四川美人谷（2018年4月28日）
- 中国秘境 謎の民（NHK BSプレミアム）
  - 木馬氷上を馳せる（2019年10月19日） - 語り
  - 哀歌 山の民、山の神（2019年12月28日） - ナビゲーター
- タビフクヤマ（2019年11月1日・2022年9月19日、フジテレビ系）[58]
- グータンヌーボ2（2020年1月4日 - 2021年12月22日、フジテレビ系） - MC
- テレビでハングル講座（2020年度 - 2021年度、NHK Eテレ） - 生徒役
- 突然ですが占ってもいいですか? （2021年2月3日、フジテレビ系）[59]
  - (2021年2月3日 - 2月24日) - 2月マンスリーフォーチュンウォッチャー
  - (2021年3月 - 、) - スペシャル版を中心に不定期出演
- スポーツ撮れちゃった!フィルムフェス2022新春（2022年1月1日、日本テレビ系） - MC
- 月バラナイト（TBSテレビ）
  - ワールドエキセントリックキッチン（2022年5月2日・5月9日） - MC
- ドラフトコント2022（フジテレビ系、2022年11月19日） - MC
- 兼近&真之介のメシドラ（日本テレビ、2022年12月11日（サンバリュ）・2023年3月26日） - MC
  - メシドラ〜兼近&真之介のグルメドライブ〜（2023年10月7日 - 、日本テレビ系） - MC
- アーティスト別モノマネ頂上決戦 俺にアイツを歌わせたら右に出るものはいない（2023年3月1日 - 、TBSテレビ系） - MC[60][61][62][63][64]
- 最後の講義「ノンフィクション作家 保阪正康」（2023年3月9日、NHK Eテレ）- 語り[65]

### ラジオ番組
- ラジオシアター〜文学の扉（TBSラジオ）
  - 「乗り継ぎのための三時間」（2014年10月12日）
  - 「自動車を待つ間」（2014年10月19日）
  - 「約束不履行」（2020年1月19日・26日）
- AVALON（2016年4月6日 - 、J-WAVE） - 水曜日担当ナビゲーター
- 岡田惠和 今宵、ロックバーで〜ドラマな人々の音楽談義〜　第209回（2016年9月17日、NHK-FM）[66]

### CM
- 読売新聞 「僕の走れなかった道」篇（2012年） - ナレーション
- サントリー のんある気分「地中海レモン列車」篇（2012年）
- モバゲー 大戦乱!!三国志バトル「プレイヤー in 赤壁の戦い」篇（2013年）
- KOMATSU 「930E」（2013年） - ナレーション
- UNIQLO 「AIRism」（2013年）
- キユーピーマヨネーズ「野菜から食べる セロリ」篇（2013年） - ナレーション
- Sansan「クラウド名刺管理サービス」 （2013年8月 - ）
- ホンダHYBRID「スー」篇（2014年12月 - ）[67][68]
- ソフトバンク（2015年） - 貧乏になったおぼっちゃまくん 役[69]
- リクルート住まいカンパニー「SUUMO」（2016年）
- 日本コカ・コーラ「コカ・コーラ」（2017年）[70]
- ユーキャン「変わる、きっかけ。」篇（2017年）
- アサヒグループ食品 ミンティア（2018年3月 - ）
- ダイドードリンコ「ダイドーブレンドコーヒーギンレイ/オリジナル」（2018年8月 - ） - 安田顕、井浦新と共演。
- ミクシィ「モンスターストライク」
  - 『地球にはモンストがある。/ティザー』篇（2021年3月31日 - ）[71][72]
  - 『地球にはモンストがある。/呪術廻戦コラボ』篇（2021年5月2日 - ）[73]
  - 『地球にはモンストがある「アルバイト」篇』（2021年7月5日 - ）[74]
  - 『地球にはモンストがある。/ダイの大冒険コラボ』篇』（2021年7月15日 - ）[75]
  - 『地球にはモンストがある「8周年モンパカパーン！」篇』（2021年10月4日 - ）[76]
  - 『地球にはモンストがある「福引」篇』（2021年12月28日 - ）[77]
- LINE証券（2021年11月 - ）澤部佑（ハライチ）と共演。
- ジェイリース「オフィスにて...」編（2022年9月30日 - ）[78]

## 受賞歴
- 2012年度
  - 第4回TAMA映画賞 最優秀新進男優賞（『11・25自決の日 三島由紀夫と若者たち』）
  - 第37回報知映画賞 新人賞（『11・25自決の日 三島由紀夫と若者たち』）
  - 第27回高崎映画祭 最優秀新人男優賞（『11・25自決の日 三島由紀夫と若者たち』）
- 2022年度
  - 第49回放送文化基金賞 演技賞（『ふたりのウルトラマン』）